# Satoshi Yaginuma
Satoshi Yaginuma (jap. 八木沼 悟志 Yaginuma Satoshi) (ur. 29 października 1975 w Tokio) – japoński kompozytor i autor tekstów, od 2002 roku związany z zespołem fripSide.
Satoshi był również jednym z członków zespołu ALTIMA, aktywnego w latach 2011–2016. Jego doskonały zmysł melodii i miły "Dźwięk Yaginumy" zdobyły wysokie uznanie w Japonii i za granicą.

## Życiorys

### Dzieciństwo i młodość
Satoshi Yaginuma urodził się w tokijskim okręgu Nakano, ale dorastał w Urayasu w prefekturze Chiba. W wieku 3 lat zaczął grać na fortepianie i na skrzypcach. Podczas nauki w szkole podstawowej należał do klubu gitar klasycznych. W czasach gimnazjalnych dostał swój pierwszy syntezator i został fanem zespołu TM NETWORK. Poza tym wtedy lubił piosenki o szybkim, dwukrotnym tempie podczas słuchania muzyki w radiu. W tym czasie stworzył A’z – kopię lubianego przez niego zespołu B’z. Dekorował on otwarcie szkolnego konkursu drużynowego w swojej szkole.
Podczas nauki w liceum założył zachodni copy band, gdzie prócz keyboardu korzystał z gitary, co mu bardziej odpowiadało. Z drugiej strony poza działalnością zespołu, korzystał ze syntezatora do produkcji piosenek. Po ukończeniu szkoły pracował jako sprzedawca, jednak on nie powstrzymał chęci do produkcji muzyki, zatem stopniowo pisał własne utwory na stronę internetową.
Tetsuya Komuro, Daisuke Asakura, t-kimura, ats- oraz Takuaki Hayama zostali przez niego wymienieni jako „artyści na siebie”. Również partnerzy fripSide byli tymi samymi sztukami wizualnymi co on, a także jest tam również wymieniony przez członków zespołu I've.

### Kariera muzyczna
W lutym 2002 wspólnie z nao założył zespół fripSide. Od 2006 roku jest związany z Visual Arts i skomponował wiele piosenek do gier visual novel wydawanych na komputery osobiste. W 2008 roku jego zespół zadebiutował w wytwórni 5pb.Records (należącej do holdingu MAGES.). Po odejściu nao z fripSide w marcu 2009 Yaginuma w dalszym ciągu działał jako jednostka produkcyjna. Jeszcze w tym samym roku po debiucie Yoshino Nanjō w zespole fripSide tegoż roku podpisał kontrakt z wytwórnią NBCUniversal Entertainment Japan. W 2011 roku wspólnie z raperem motsu oraz piosenkarką Maon Kurosaki założył zespół ALTIMA. Ponadto, w wywiadzie udzielonym w październiku 2016 wspomniał, że „ALTIMA to moja zmieniająca się wersja piłki”, natomiast fripSide – „to mój dom, to dobre miejsce, aby czysto wydobyć własne dźwięki”.
W wywiadzie udzielonym w 2012 roku Satoshi wspomniał, że zespół ALTIMA odnosi się do znaczenia „nie przerywaj światła cyfrowego J-popu”.
25 sierpnia 2019 na swoim profilu w serwisie Twitter poinformował, że w ramach chińskiego oddziału wytwórni p.m.works skomponował utwór „Promises” wykonywany przez Ellie Fang Ziwei.